# Гебрель, Ахмед
Ахмед Гебрель (араб. أحمد جبريل‎, родился 22 января 1991 года, Каир, Египет) — пловец египетского происхождения, представляющий Государство Палестина. Сын палестинского отца и египетской матери.
Участник летних Олимпийских игр 2012 года в соревнованиях на 400 метров вольным стилем. Занял 27 место в квалификации (третье в своём заплыве), с улучшением собственного рекорда (9.89 секунд). Из-за отсутствия соответствующих возможностей в Палестине, подготовку к участию в Олимпиаде проходил в течение четырёх месяцев в Барселоне, Испания.
Не сумел выполнить критерий на участие в летних Олимпийских игр 2016 года, но получил персональное приглашение от Международной федерации плавания для участия в соревнованиях 200 метров вольным стилем. Таким образом стал единственным палестинским спортсменом, участником двух Олимпиад. Подготовку к играм опять проходил в Барселоне. В предварительном заплыве занял 47-е место с результатом 1:59.71 и не прошёл в полуфинал.